# Nezavíssimaia Gazeta
Nezavíssimaia Gazeta (rus: Независимая газета, Diari independent) és un diari rus. Va ser publicat per primera vegada el 21 de desembre de 1990. El diari va ser temporalment tancat durant quatre mesos el 1995. Llavors va esdevenir part del Berezovski Media Group.
Al diari hi col·laboren perfils molt diversos, incloent reporters, científics, polítics, historiadors, historiadors d'art, així com diversos crítics. El diari ofereix vuit suplements i cobreix els assumptes de política, societat, cultura i art. El seu editor en cap és Konstantin Remtxukov. El primer editor del diari fou Vitali Tretiakov. Tatiana Koixkareva hi va treballar entre 2001 i 2007.